# Karjalainen Osakunta
Karjalainen Osakunta (en français : Nation Carélienne, sigle KO) est l'une des 15 nations étudiantes de l'Université d'Helsinki.
De langue finnoise, elle est fondée en 1905 pour représenter les étudiants Finlande propre.